# Vinet/Pontaise
Vinet/Pontaise ist ein Stadtteil ("Quartier") der Schweizer Stadt Lausanne. Er befindet sich in der Mitte der Stadt.
Der Stadtteil selbst ist wiederum in drei Teilbereiche ("Sektoren") aufgeteilt. Es sind dies Pré-du-Marché, Valentin und Pontaise. Auf einer Fläche von 0,336 km² wohnten im Jahr 2018 rund 7463 Einwohner.

## Lage
Der Stadtteil befindet sich mitten in der Stadt, direkt neben dem Stadtzentrum. Das Gebiet wird vor allem als Wohnquartier in Zentrumsnähe genutzt.

## Öffentliche Verkehrsmittel
Die Buslinien 2 und 21 der Transports publics de la région lausannoise durchqueren den Stadtteil. Am Place de la Riponne besteht Anschluss an die Métro M2.

## Bauwerke und Sehenswürdigkeiten
Als wichtige Bauwerke gelten das Stade Olympique de la Pontaise, die Clinique de La Source und das Einkaufszentrum "Tunnel".